# Selargius
Selargius (en sard, Ceraxus) és un municipi italià, situat a la regió de Sardenya i a la Ciutat metropolitana de Càller. L'any 2010 tenia 29.169 habitants. Es troba a la regió de Campidano di Cagliari. Limita amb els municipis de Càller, Monserrato, Quartu Sant'Elena, Quartucciu, Sestu i Settimo San Pietro.

## Administració
| Període | Identitat          | Partit      |
| ------- | ------------------ | ----------- |
| 2006-   | Gian Franco Cappai | Centredreta |